# 蘭特馬里奧山
蘭特馬里奧山是印尼的高山，位於蘇拉威西島南蘇拉威西省，海拔3,478米，座標3°22′54″S 120°1′43″E / 3.38167°S 120.02861°E。島上第一高山是蘭特馬里奧山還是鄰近的蘭特孔博拉山具有爭議。